# Jole Veneziani
Jole Veneziani est une créatrice de mode italienne née le 11 juillet 1901 à Tarente et morte le 10 janvier 1989  à Milan.
Jole Veneziani est parmi les fondateurs du renouveau de la mode italienne, ayant participé, parmi les rares choisis par Giovanni Battista Giorgini, au premier défilé de mode à la Villa Torrigiani à Florence, en 1951. Les plus grands couturiers romains furent représentés comme Maria Antonelli, Carosa, Alberto Fabiani, les sœurs Fontana, Emilio Schuberth, et la Comtesse Simonetta Visconti, aux côtés de Jole Veneziani, Marucelli, Noberasco, et Wanna de Milan et quatre designers : Emilio Pucci, Baroness Gallotti, Avolio, et Bertoli. Ensemble, ils dévoilèrent plus de 180 créations.
En 1953, elle contribue à fonder, avec d'autres grands noms de l'époque (Emilio Schuberth, Vincenzo Ferdinandi, les sœurs Fontana, Alberto Fabiani, Giovannelli-Sciarra, Mingolini-Guggenheim, Eleonora Garnett, Simonetta Visconti), le Sindacato Italiano Alta Moda (qui deviendra plus tard la Chambre Nationale de la Mode Italienne).
Jole Veneziani est l’une des créatrices les plus représentatives de la mode italienne des années cinquante et soixante.
En 1938, elle ouvre, via Nirone son atelier où elle attire l’attention pour la légèreté, la qualité de ses productions, et la compétence de ses employées[réf. nécessaire].
En 1943, en plus de la production de peaux, elle crée ses propres modèles. Joséphine Baker, Marlene Dietrich, Maria Callas deviendront rapidement des clientes attitrées[réf. nécessaire].